# Ghauri-II
El Ghauri-II (urdu: غوری-اا; nombre en clave oficial: Hatf–VA Ghauri–II), es un misil balístico de alcance medio tierra-tierra de fabricación paquistaní diseñado y desarrollado por los Laboratorios de Investigación Khan. Es un sistema de misiles de combustible líquido de una sola etapa y una variante de mayor alcance del Ghauri-I. El desarrollo de Ghauri-II tuvo lugar como respuesta directa al Agni II de la India. Fue desarrollado aumentando la longitud del conjunto del motor y utilizando propulsores mejorados.
El Ghauri-II disfrutó de la distinción de ser el misil de mayor alcance de Pakistán hasta que su límite fue superado por el exitoso lanzamiento del Shaheen-II, que fue probado en 2004.